# Miogypsinopsis
Miogypsinopsis es un género de foraminífero bentónico considerado un sinónimo posterior de Miogypsinoides de la familia Miogypsinidae, de la superfamilia Rotalioidea, del suborden Rotaliina y del orden Rotaliida. Su especie tipo era Miogypsina gunteri. Su rango cronoestratigráfico abarca desde el Chattiense (Oligoceno superior) superior hasta el Mioceno inferior.

## Clasificación
Miogypsinopsis incluía a la siguiente especie:
- Miogypsinopsis gunteri †